# Friedrich Maximilian von Klinger
Friedrich Maximilian von Klinger (født 17. februar 1752 i Frankfurt a. M., død 25. februar 1831 i Dorpat) var en tysk forfatter.

## Biografi
Han blev tidlig faderløs og havde ingen støtte i hjemmet, men måtte bryde sig vej ved egen flid og energi. En af hans lærere skaffede ham en friplads i gymnasiet. I 1774 tog han til Giessen for at studere jura, men følte sig mere fængslet af litteraturen. I 1776 besøgte han Goethe i Weimar og tog derfra til Leipzig som teaterdigter for det Seilerske selskab, med hvilket han rejste omkring i 1 1/2 år. I 1779 ser vi ham som østrigsk løjtnant i den bayerske arvefølgekrig, 1780 som russisk officer i Sankt Petersburg og kort efter som hovmester hos storfyrst Paul, med hvem han rejste Europa rundt. Han gjorde nu en glimrende militær karriere under kejserne Paul 1. og Alexander 1. Han blev 1790 gift med en uægte datter af Katarina den Store, 1803 kurator for universitetet og skoledistriktet Dorpat, 1811 generalløjtnant og præsident for de vigtigste departementer i militærforvaltningen. I 1822 nedlagde han sine embeder, og 1830 trak han sig fuldstændig tilbage fra det offentlige liv. 
Som forfatter er han oprindelig dramatiker og hører som sådan til den såkaldte geniperiode. Hans dramaer er vilde og formløse og svælger i forbrydelser. Med et af dem, Die Zwillinge (1776), vandt han en udsat præmie imod Leisewitz' Julius von Tarent, og ved et andet, Sturm und Drang kom han til at give hele datidens litterære bevægelse i Tyskland navnet "Sturm- und Drangperiode", en god betegnelse for den urolige, ubændige stræben uden fast mål, som karakteriserede den. Efter at han i Rusland havde opnået en betydelig social stilling, begyndte han at skrive romaner og opnaaede her ganske betydelige resultater. Han var opfyldt af Rousseauske ideer, gav disse udtryk i en række stærkt realistiske og filosofisk-reflekterende romaner, af hvilke særlig kan nævnes: Fausts Leben, Thaten und Höllenfahrt (1791), Geschichte Giafars des Barmeciden (1792), Geschichte Raphaels de Aquilas (1793) og navnlig Der Weltmann und der Dichter (1798), Theater (4 bind, 1786—87), Neues Theater (2 bind, 1790), Sämtliche Werke (12 bind, 1809—15; ny udgave 1842; udvalg i 8 bind, 1778—80).